# 拜倫港鎮區 (伊利諾伊州羅克艾蘭縣)
拜倫港鎮區（英語：Port Byron Township）是位於美國伊利諾伊州羅克艾蘭縣的一個行政鎮區。

## 地方資料
根據2010年美國人口普查的數據，拜倫港鎮區的面積為10.10平方千米，當中陸地面積為9.30平方千米，而水域面積為0.80平方千米。當地共有人口1428人，而人口密度為每平方千米141.39人。